# 백나일주

백나일주의 위치

백나일주(아랍어: النيل الأبيض)는 수단 중부에 있는 주(州)로, 주도는 라바크이며 인구는 1,188,707명(2006년 기준), 면적은 30,411km2이다. 남쪽으로는 남수단과 국경을 접한다.